# The Outlaw's Sacrifice (film 1910)
The Outlaw's Sacrifice è un cortometraggio muto del 1910 scritto, sceneggiato e diretto da Gilbert M. 'Broncho Billy' Anderson. Il nome di Anderson, anche se non confermato, appare nel cast tra gli attori.

## Trama
Il bandito Malone è sfuggito a lungo alla cattura. Ma poi si innamora di Nona McMahon.

## Produzione
Il film, che fu prodotto dalla Essanay Film Manufacturing Company, venne girato nel Texas, a El Paso.

## Distribuzione
Distribuito dalla Essanay Film Manufacturing Company, il film - un cortometraggio in una bobina - uscì nelle sale cinematografiche USA il 29 gennaio 1910.